# Future Days
Future Days es el quinto álbum de estudio de Can (banda alemana del movimiento Kraut Rock), el cual fue editado en 1973 y es el último con Damo Suzuki. Representa un cambio radical en el sonido de la banda, ya que Suzuki tiene un rol menos importante, mientras que el resto de la banda produce un álbum mucho más atmosférico (más cercano al ambient), en donde se destacan las texturas de los teclados y la percusión compleja, en especial en el último tema, de casi 20 minutos, titulado "Bel Air" (que contiene varias partes bastante diferentes). Hay una mayor influencia de jazz y menos de funk, en relación con los álbumes anteriores. Future Days ha recibido muy buenas críticas y es considerado uno de los mejores de la banda.

## Lista de temas
1. "Future Days" (9:30)
2. "Spray" (8:29)
3. "Moonshake" (3:04)
4. "Bel Air" (19:52)

Todos los temas compuestos por Can.

## Personal
- Holger Czukay: bajo, ingeniería, edición
- Michael Karoli: guitarra, violín
- Jaki Liebezeit: batería
- Irmin Schmidt: teclados, voz
- Damo Suzuki: voz

- Datos: Q1004420